# Ludgero
Ludgero (em latim: Ludger; Zuilen, próximo a Utreque, ca. 742 — Billerbeck, 26 de março de 809) foi um missionário entre os frísios e os saxões, fundador da abadia de Werder e primeiro bispo de Münster na Vestfália.

## Vida e ordenação
Os pais de São Ludgero, Thiadgrim e Liafburg, eram ricos frísios cristãos de ascendência nobre. Era irmão dos Santos Gerburgis e  Hildegrin. Em 753 Ludgero viu o grande apóstolo da Alemanha, São Bonifácio, cujo martírio causou-lhe profunda impressão. Solicitou então ser enviado para a Escola da Catedral de Utreque (Martinsstift), fundada por São Gregório de Utreque em 756 ou 757.
Em 767 Gregório, que não queria receber a consagração episcopal, enviou Aluberto, que havia chegado da Inglaterra para auxiliá-lo no trabalho missionário, a Iorque, a fim de ser consagrado bispo. Ludgero acompanhou-o, a fim de ser ordenado diácono (por Etelberto de Iorque) e estudar com Alcuíno de Iorque, mas depois de um ano retornou a Utreque. Algum tempo depois foi-lhe concedida nova oportunidade de continuar seus estudos na mesma escola, quando então desenvolveu-se uma amizade com Santo Alcuíno que duraria então pelo resto da vida.
Em 772 ocorreram atritos entre os anglo-saxões e os frísios, e Ludgero, a fim de proteger-se, abandonou sua moradia, levando junto diversos livros. Permaneceu então na Martinsstift até a morte de Gregório, em 775, em memória do qual escreveu a biografia Vita Gregorii. Foi então enviado a Deventer, a fim de restaurar a capela destruída pelos saxões pagãos e encontrar as relíquias de Lebuíno, que havia trabalhado lá como missionário, construído o referido templo, e onde morreu em ca. 775. Ludgero cumpriu sua missão e retornou para ensinar em Martinsstift.

## Países Baixos
Após ser ordenado em Colônia em 7 de julho de 777, as missões de Ostergau foram comprometidas com sua acolhida, às quais pertencia Dokkum, onde São Bonifácio foi martirizado, tornado então um centro. Em todo outono Ludgero retornava a Utreque para lecionar na escola da catedral. Trabalhou desta maneira durante sete anos, até que em 784 Viduquindo persuadiu os frísios a expulsar os missionários, queimar as igrejas e retornar aos deuses pagãos.

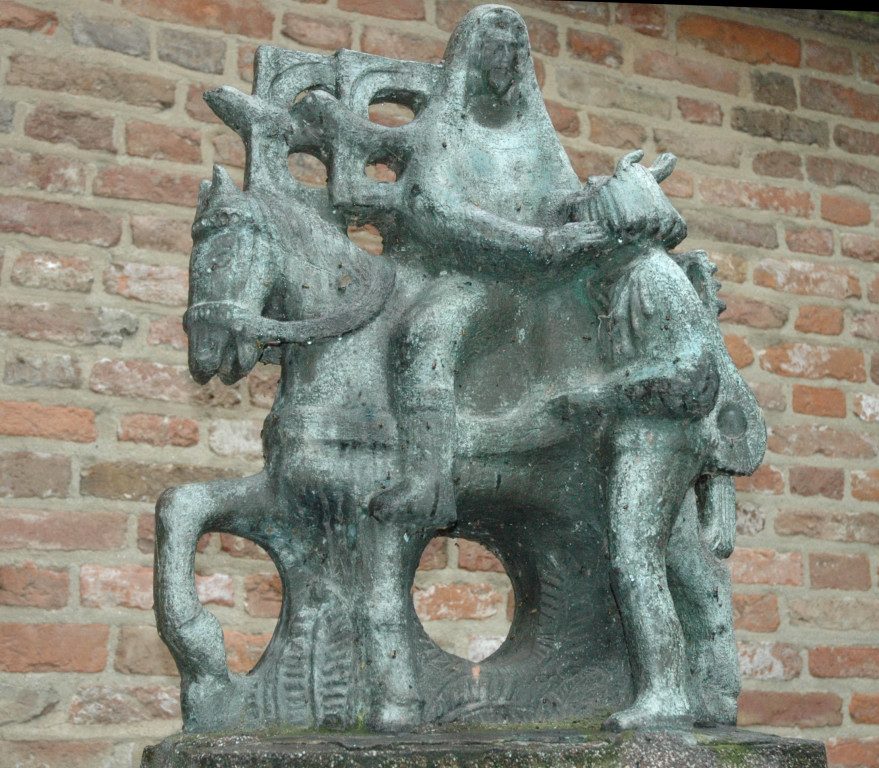
Ludgero cura o cantor frísio Bernlef de sua cegueira (estátua em Lochem, Guéldria, Países Baixos)

Ludgero escapou com seus discípulos, e em 785 visitou Roma, onde foi bem recebido pelo Papa Adriano I, que lhe deu muitos conselhos e atribuiu faculdades especiais. De Roma ele seguiu para a Abadia do Monte Cassino, onde viveu de acordo com a Regra de São Bento, mas não obrigou-se mediante votos.
A notícia da submissão de Viduquindo e a chegada de Carlos Magno em Monte Cassino em 787 puseram fim a seu retiro meditativo. Ludgero foi indicado missionário de cinco distritos a leste do rio Lauwers, ao redor dos estuários dos rios Hunze, Fivel e Ems, região ainda ocupada quase inteiramente por pagãos. Então começou seu trabalho com sua energia característica e fé em Deus, com a vantagem significativa de conhecer a língua e o hábito das pessoas, e usou seu conhecimento para conseguir a conversão de seu rebanho.